# سوداکند
سوداکند (به زبان قزاقی: Саудакент، ساۋداكەنت}} یک منطقهٔ مسکونی در قزاقستان است که در استان جامبیل واقع شده‌است. سوداکند ۵٬۳۱۳ نفر جمعیت دارد و ۳۲۴ متر بالاتر از سطح دریا واقع شده‌است.